# Åke Wickström
Åke Wickström, född 27 januari 1927 i Vekerum, Mörrums socken, Blekinge, död 4 april 2019 i Eslövs distrikt, var en svensk målare.  
Han var son till dekorationsmålaren Oskar Wickström och Marie Grote samt bror till Oskar Wickström. Han arbetade fram till 1963 som byggnadsarbetare och utövade sitt konstnärskap på fritiden men var därefter konstnär på heltid. Han studerade konst för Helge Nielsen, Arwid Karlsson och Eskil Skans vid Skånska målarskolan i Malmö 1952 och genom självstudier under resor till bland annat Italien, Danmark, Afrika och Paris. Separat ställde han bland annat ut i Alvesta, Åseda, Ronneby, Karlshamn och Olofström samt han medverkade i ett flertal samlingsutställningar med provinsiell konst. Hans konst består av figurer och landskapsskildringar från Blekinge utförda i olja eller akvarell. Åke Wickström är begravd på Klockarebackens kyrkogård.  